# Batalla d'Araviana
La batalla d'Araviana va ser una acció de la cavalleria durant la Guerra dels dos Peres el 22 de setembre de 1359.

## Antecedents
Els castellans van iniciar les hostilitats prenent els castells de Jumilla i Ferrellón, i el 29 de maig és assassinat a Sevilla, l'infant Frederic Alfons de Castella, mestre de l'orde de Sant Jaume, i el 12 de juny a Bilbao, l'infant Joan Alfons de Castella. Enric de Trastàmara, en assabentar-se de la mort dels seus germans, emprengué una operació de càstig a Sòria travessant la frontera de Castella, destrueix i saqueja a Seron, i posa setge al castell d'Alcázar (Peñalcázar); tot i forts combats, no aconsegueix apoderar-se de la fortalesa. Després de la furiosa cavalcada, el comte es retira al camp aragonès. Poc més tard el comte de Luna, Enric de Trastàmara i Tello de Castella, ataquen Molina de Aragón prenent els castells de Mesa i Villel, fent que les tropes castellanes es reunissin a Almazán mentre esperen a Pere el Cruel, que ve del Regne de Múrcia amb tres mil cavallers.
Pere el Cruel passa a l'ofensiva al front aragonès, prenent a l'assalt Arcos de Jalón i Miño de Medinaceli, fortaleses castellanes del revoltat Fernán Gómez de Albornoz, capità dels enriquistes, i entra a la comarca de Calataiud i conquesta els castells de Bijuesca i Torrijo, que guarneix, i es llança contra Monteagudo, la fortalesa rebel de Tello de Castella, on és rebutjat i es retira furiós a la plaça d'Almazán, amb ànim de carregar una altra vegada sobre Monteagudo.

## Batalla
Vuit-cents cavalls aragonesos, molts d'ells exiliats castellans al servei de la Corona d'Aragó en temps d'Enric de Trastàmara, havien llançat una cavalcada en territori castellà, comandada pel mateix Enric de Trastàmara i el seu germà Tello de Castella, juntament amb els membres de la casa de Luna van entrar al Regne de Castella per Almazán.
Prop de la ciutat castellana d'Ágreda, Enric de Trastàmara es va trobar amb una companyia castellana considerablement més gran de 1.500 cavalls comandada per Juan Fernández de Henestrosa que protegia la frontera, s'hi va enfrontar i la va derrotar, i en la batalla nombrosos nobles i cavallers castellans de l'Orde de la Banda van morir, incloent Henestrosa, o van ser capturats.

## Conseqüències
Després de la batalla d'Araviana el rei castellà va concentrar les seves tropes entre Daroca, Calataiud i Tarassona.
La primavera de 1360, Enric de Trastàmara va encapçalar una nova cavalcada contra castella, però les forces de Pere el Cruel la van aturar a Nájera, derrotant els atacants, que es van retirar a la ciutat, i els homes de Pere es van retirar.